# Acraspedanthus ferax
Acraspedanthus ferax är en havsanemonart som först beskrevs av Ronald Lewis Stuckey 1909.  Acraspedanthus ferax ingår i släktet Acraspedanthus och familjen Bathyphellidae. Inga underarter finns listade i Catalogue of Life.